# Oiva Toikka

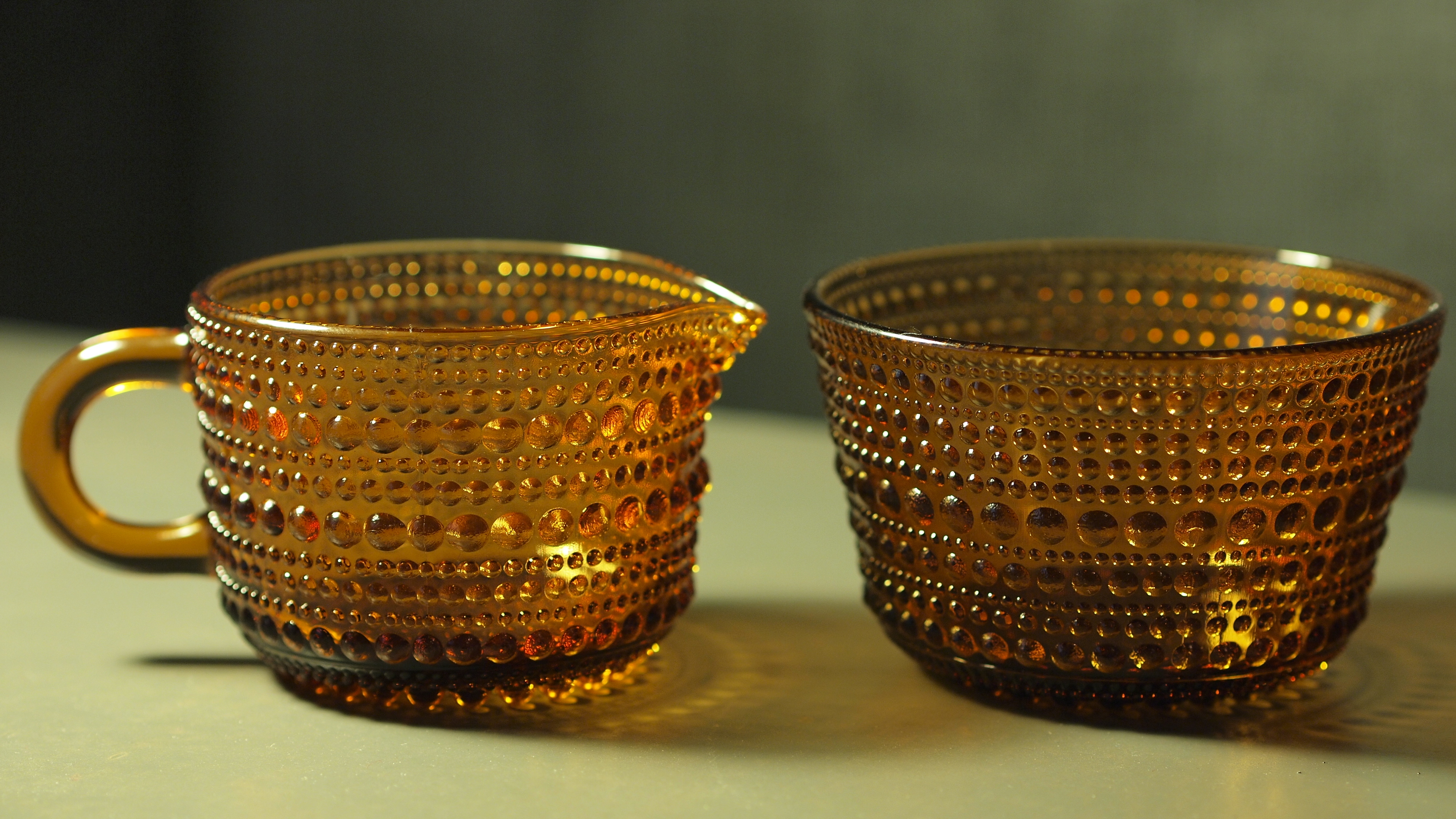
Oiva Toikka's servies Kastehelmi ("Dauwparel"), bij Iittala in productie van 1964 tot 1988.

Oiva Kalervo Toikka (Viipurin maalaiskunta bij Vyborg, 29 mei 1931 – Helsinki, 22 april 2019) was een Fins glasontwerper. 

## Carrière
Na zijn opleiding tot keramisch ontwerper werkte hij van 1956 tot 1959 bij Arabia in Helsinki. In 1963 werd hij chef-ontwerper bij de glaswerkfabriek Iittala in Nuutajärvi. Vanaf 1973 ontwierp hij voor dit designbedrijf een beroemde serie glazen vogels Birds by Toikka, die gewilde verzamelobjecten zijn geworden. Zijn stijl staat bekend als gedurfd en kleurrijk. Zelf omschreef hij zijn werk als "barok", omdat een van de oorspronkelijke betekenissen van dit woord "een afwijkende parel” is.
In 1970 won Toikka de Lunningprijs en in 1992 de Kaj Franck Design Prize, vernoemd naar zijn beroemde collega-ontwerper Kaj Franck.